# Rhododendron 'Scarlet Wonder'
Krydsning: Rhododendron forrestii var. repens-hybrid. 
Lysende røde tragteformede blomster med sort tegning i begyndelsen af maj. Om vinteren er blomster- knopperne dekorativt rødbrune. 
Efter 10 år ca. 70 cm høj og 110 cm bred.
| Botanik | Spire Denne botanikartikel er en spire som bør udbygges. Du er velkommen til at hjælpe Wikipedia ved at udvide den. |